# Suzhou
Suzhou (kin. 苏州; pinjin Sūzhōu) ili Soochow (stara romanizacija) je grad smješten na jugoistoku provincije Jiangsu u istočnoj Kini. Grad se nalazi na donjem djelu toku rijeke Jangce, te na obali jezera Taihu i djelu riječne delte, oko 100 km sjeverozapadno od Šangaja. Suzhou je glavno gospodarsko središte i središnje mjesto trgovine drugi po veličini grad u pokrajini, nakon glavnog grada Nanjinga.
Grad Suzhou je 2014. godine dobio nagradu Lee Kuan Yew World City, koja se smatra Nobelovom nagradom za urbanizam.

## Povijest
Suzhou, kolijevka kulture Wu, jedan je od najstarijih gradova u bazenu rijeke Jangce. Osnovan je 514. pr. Kr. kao grad Gusu ili Wu (prijestolnica države Wu) i njegovih 2500 godina povijesti je bogato događajima. Tijekom razdoblja zaraćenih država bio je poznat kao Wu prijestolnica, te Yue i Chu grad Helü, a za dinastije Qin bio je glavni grad pokrajine Wu Xian, pod imenom Kuaiji.
Dinastija Han je vrijeme njegovog prvog procvata. Oko 100. god. bio je među deset najvećih gradova u svijetu.
Za vrijeme dinastije Sui, 589. god. grad je preimenovan u Suzhou, a Veliki kanal je u grad donio novi procvat. Tijekom cijele kineske povijesti, grad je bio glavna industrijska i trgovačka metropola na jugoistočnom dijelu kineske obale.
Za vrijeme dinastije Tang (825.) pjesnik Bai Juyi izgradio je kanal Shantang kako bi povezao grad s Huqiuom. 
U 10. stoljeću, za vrijeme dinastije Sung postao je važno trgovačko središte zemlje. Godine 1035. Fan Zhongyan je dao izgraditi Konfucijev hram.
U veljači 1130. godine vojnici dinastije Jin su opljačkali grad, nakon čega je uslijedila invazija Mongola (1275.). God. 1367., Zhu Yuanzhang, osnivač dinastije Ming je osvojio grad nakon desetomjesečne opsade, te je uništio kraljevsku palaču i nametnuo strašne namete odmetnutom gradu i istaknutim obiteljima.
Usprkos tomu, tijekom dinastija Ming i Qing Suzhou je ostao kulturno središte velike ekonomske moći, a ujedno je i najveći grad na svijetu bez statusa glavnog grada. Većina gradskih privatnih vrtova izgrađena je za to vrijeme.
Sredinom 19. stoljeća, Tajpinški ustanak je doveo do gubitka regionalnog gospodarskog vodstva na korist novonastale luke u Šangaju. Također, promet kanalima je marginaliziran zbog razvitka željezničkih pruga. Međutim, usporavanje gospodarskog razvoja grada bio je blagotvorni učinak nasuprot industrijskog buma u 20. stoljeću, te nije došlo do velike štete nad spomenicima; posebice sačuvani su klasični vrtovi Suzhoua, poznati širom svijeta. Nažalost, mnogi su bili uništeni tijekom japanske invazije 1938. godine, ali su početkom 1950-ih uglavnom obnovljeni.
Na prijelazu tisućljeća, zbog brzog gospodarskog razvoja širom Kine, bilo je mnogo pitanja o zaštiti spomenika i prirodnog okoliša, ali su turističke atrakcije grada ostale nedirnute.

## Znamenitosti
Grad je poznat po svojim kamenim mostovima, pagodama i pažljivo napravljenim vrtovima iz vremena dinastije Sung (960. – 1279.), zahvaljujući kojima je postao velika turistička atrakcija. Klasični vrtovi Suzhoua su skupina od devet vrtova u gradu koji su upisani na UNESCO-ov popis mjesta svjetske baštine u Aziji jer uključuju „glavne odlike klasičnih kineskih vrtova s izgrađenim krajolikom koji imitira prirodnu scenografiju kamenja, brda i rijeka sa strateški smještenim paviljonima i pagodama”, te tako „svojim besprijekornim dizajnom odražavaju duboku metafizičku važnost prirodnih ljepota u kineskoj kulturi”.
Zbog toga Suzhou često nazivaju „Venecija istoka” ili „Kineska Venecija”.
U Suzhou se također nalazi svjetska baština Veliki kanal, tj. dva zaštićena mjesta: Put Pingjiang i ulica Shantang, u kojima se nalazi deset starih kamenih gradskih vrata i preko 20 kamenih mostova iznad 24 kanala.
Od hramova sačuvani su:
- Hram Hanshan (寒山寺 Hánshān Sì, doslovno: „Hram hladne planine”) je budistički hram iz 6. st.
- Hram Xiyuan (西园寺, doslovno: „Hram zapadnog vrta”) je budistički hram iz vremena dinastije Yuan (14. st.), a nalazi se zapadno od „Visećeg vrta” (留園 Liú Yuán) iz 16. st.
- Hram Xuanmiaoguan (玄妙观 Xuánmiào Guàn, doslovno: „Hram tajni”) je taoistički hram u središtu Starog grada koji je osnovan 276. god., a obnovljen u 12. i 18. st.
- Hram Lingyanshan (灵岩山寺 Línyànshán sì) je budistički hram iz 6. st. na brdu Lingyan iznad Suzhoua.
- Hram Chongyuan (重元寺 Chóngyuɑ́n Sì) je budistički hram iz vremena dinastije Liang (6. st.) iznad jezera Yangcheng. Uništen je nekoliko puta i obnavljan, zadnji put u Kulturnoj revoluciji 1960-ih i obnovljen je od 2003. god. Kada je otvoren 2007. god., njegova glavna dvorana je bila najveća (2.400 m²) i najviša (38 m) hramska prostorija u Kini.

- Skromni upraviteljev vrt (拙政園 Zhuōzhèng Yuán)
- Viseći vrt
- Javorov most i hram Hanshan
- Hram Xuanmiaoguan

„Vrata Istoka” (东方之门 Dōng fāng zhī mén) je 301,8 m visok neboder na zapadnoj obali jezera Jinji iz 2016. god.

## Uprava
Gradsko središte Suzhoua, tzv. „Stari grad”, odgovara distriktu Gusu, dok su Suzhou industrijski park (SIP) na istoku, a Nova razvojna tehnološka zona Suzhoua (Suzhou novi distrikt, SND) na zapadu od središta. Suzhou je jedan od najuspješnijih gradova u Kini zahvaljujući rastu njegovih satelitskih gradova kao što su: Kunshan, Taicang, Changshu i Zhangjiagang, koji pripadaju prefekturi Suzhou:
| Zemljovid | Zemljovid | Zemljovid        | Zemljovid    | Zemljovid      | Zemljovid                   |
| --- | --------- | ---------------- | ------------ | -------------- | --------------------------- |
| }\|link=}} Huqiu Wuzhong Xiangcheng Gusu Wujiang Changshu (grad) Zhangjiagang (grad) Kunshan (grad) Taicang (grad) Suzhou industrijski park Jezero Tai |           |                  |              |                |                             |
| Podjela | Kineski   | Pinyin           | Stanovništvo | Površina (km²) | Gustoća stanovništva (/km²) |
| Gradsko središte |           |                  |              |                |                             |
| Gusu | 姑苏区    | Gūsū Qū          | 954.455      | 372            | 2.565,73                    |
| Predgrađa |           |                  |              |                |                             |
| Huqiu | 虎丘区    | Hǔqiū Qū         | 572.313      | 258            | 2.218,26                    |
| Wuzhong | 吴中区    | Wúzhōng Qū       | 1.158.410    | 672            | 1.723,82                    |
| Xiangcheng | 相城区    | Xiāngchéng Qū    | 693.576      | 416            | 1.667,25                    |
| Wujiang | 吴江区    | Wújiāng Qū       | 1.275.090    | 1.093          | 1.166,59                    |
| Satelitski gradovi |           |                  |              |                |                             |
| Changshu | 常熟市    | Chángshú Shì     | 1.510.103    | 1.094          | 1.380,35                    |
| Taicang | 太仓市    | Tàicāng Shì      | 712.069      | 620            | 1.148,49                    |
| Kunshan | 昆山市    | Kūnshān Shì      | 1.646.318    | 865            | 1.903,25                    |
| Zhangjiagang | 张家港市  | Zhāngjiāgǎng Shì | 1.248.414    | 772            | 1.617,11                    |
| Ukupno | Ukupno    | Ukupno           | 10.465.994   | 8.488          | 1.233,03                    |
| Nije formalno upravni dio: Suzhou industrijski park & Suzhou novi distrikt                                                                             |           |                  |              |                |                             |

## Stanovništvo
Prema popisu iz 2010., Suzhou je imao 4.074.000 stanovnika, a populaciju čine uglavnom Han Kinezi i strani doseljenici, ponajviše Korejci (0,44%) Stanovništvo službeno govori standardni mandarinski kineski, iako mnogi govore i lokalni dijalekt poznat kao Suzhounese, član jezične obitelji Wu. Gradsko stanovništvo raslo je s dosad nezabilježenom stopom od 6,5% između 2000. i 2014., što je najviše među gradovima s više od 5 milijuna ljudi.
| 1990.   | 2000.     | 2009.     | 2010.     | 2015. (proc.) | 2018.      |
| ------- | --------- | --------- | --------- | ------------- | ---------- |
| 706.459 | 1.099.450 | 1.546.947 | 4.074.000 | 6.670.124     | 10.680.000 |

## Gospodarstvo
Suzhou je bilo važno središte kineske industrije svile i do danas je zadržao taj status. Grad je dio gospodarske oblasti delte Yangtzea. Suzhou novi distrikt (SND) je osnovano u studenom 1992. god., a do 2007. je već imao preko 13 milijardi USD ($) stranih ulaganja. BDP po glavi stanovnika u gradu je godine 2006. iznosio 79.406 元 (cca. 10.087 $, što je Suzhou učinilo petim od 669 kineskih gradova.
Danas u Suzhou ND djeluje preko 40 velikih tvrtki (iz skupine Fortune 500).

## Gradovi prijatelji
| - Antananarivo Madagaskar (2002.) - Benátky Južna Koreja (1980.) - Jeonju Južna Koreja (1996.) - Esbjerg Danska (2002.) - Grenoble Francuska (1998.) - Ikeda Japan (1981.) | - Ismaïlia Egipat (1998.) - Kanazawa Japan (1981.) - Konstanz Njemačka (2007.) - Logan City Novi Zeland (1988.) - Nijmegen Nizozemska (1999.) - Malé Maldivi | - Portland SAD (1988.) - Porto Alegre Brazil (2004.) - Riga Litva (1997.) - Taupo Novi Zeland (1987.) - Tulcea Rumunjska (1995.) - Victoria Kanada (1980.) |

## Vanjske poveznice
|  | Zajednički poslužitelj ima još gradiva o temi Suzhou |

- Službene stranice grada
- Slikovita mjesta Suzhoua  Arhivirana inačica izvorne stranice od 13. svibnja 2008. (Wayback Machine)